# المكي وزكية (مسرحية)
المكي وزكية هي مسرحية تونسية كوميدية one man show للممثل الأمين النهدي ومن إخراج المنصف ذويب عرضت سنة 1993 تدور أحداثها حول شاب تونسي يدعى المكي سافر من الريف إلى العاصمة ليتزوج بفتاة تدعى من عائلة غنية ومعروفة تدعى زكية رغم رفض والده هلال لذلك ولكن في النهاية تحدث بينه وبين زكية أزمات أدت إلى الطلاق

## الشخصيات التي أداهاالأمين النهدي
- المكي الشاب البدوي الفقير الذي يحب زكية
- زكية التي تسكن العاصمة وهي ابنة أحد شيوخ قبيلتها وهي تحب المكي لكن في النهاية تطلب الطلاق
- هلال والد المكي الذي رفض زواج ابنه بزكية لأنه كان مصرا على تزويجه إحدى بنات قبيلته
- سهارة والدة المكي التي أصرت على زواج ابنها بزكية
- حمزة والد زكية الذي لم يرفض زواج ابنته بالمكي لكن عندم تطالب بالطلاق يقف في صفها
- جنينة والدة زكية التي يعتقد المكي أنها من الأطراف التي أفسدت العلاقة بينه وبين زوجته
- الفرجاني عم المكي الذي يمتاز بطرافته وهو أكثر طرف أيد المكي لما أراد الزواج من زكية
- بوجمعة شقيق المكي الأكبر والذي يمتلك الجنسيتين الفرنسية والجزائرية وهو أيضا مساند للمكي
- حمة شقيق المكي الثاني وهو إحدى الأطراف التي أفسدت حفل زفاف العروسين
- عزوز صديق المكي الذي أخذ بيده لما طلق زكية وأنقذه من محاولة انتحار

## انتقادات
انتقدت المسرحية من بعض المتابعين للثقافة في تونس وأكثر الانتقادات كانت موجهة لما في المسرحية من بعض المواضيع الجنسية التي طرحت فيها وأيضا سجن الأمين النهدي على إثرها وذلك لانتقادها للسلطة بصفة غير مباشرة.